# 新伊萬尼夫卡 (克拉斯諾赫拉德區)
49°19′27″N 36°1′29″E / 49.32417°N 36.02472°E
新伊萬尼夫卡（烏克蘭語：Новоіванівка）是位於烏克蘭東部的村莊，由哈爾科夫州别列斯京区的凱希奇夫卡市鎮負責管轄。該村始建於1933年，面積2.24平方公里，海拔高度123米，2001年人口216，人口密度每平方公里96.4人。